# Landgericht Reichenhall
Das Landgericht Reichenhall war ein von 1803 bis 1879 bestehendes bayerisches Landgericht älterer Ordnung mit Sitz in der Stadt Bad Reichenhall, damals Reichenhall.

## Geschichte
Reichenhall verfügte bereits im Herzogtum Bayern über ein Landgericht und Pfleggericht.
1802 wurden im Königreich Bayern die heute so genannten Landgerichte älterer Ordnung eingerichtet, darunter auch das Landgericht Reichenhall. Von 1810 bis 1816 gehörten zum Gerichtsbezirk auch Salzburger Gemeinden wie das heutige Großgmain sowie der gesamte Gerichtsbezirk des bisherigen Salzburger Pfleggerichts Lofer. 1818 wurde das Landgericht Reichenhall zudem um die Gemeinden Högl, Piding und Stoißberg (heute: Anger) aus dem Sprengel des damaligen Landgerichts Teisendorf erweitert. (Das Landgericht Teisendorf wurde damals aufgelöst und sein Gerichtsbezirk überwiegend dem Landgericht Laufen zugeschlagen, das durch den Wiener Kongress einen großen Teil seines Zuständigkeitsbereichs verloren hatte.)
Das in Reichenhall ansässige „Landgericht älterer Ordnung“ war bis 1862 eine staatliche Verwaltungseinheit der unteren Ebene, mit Verwaltungsaufgaben ähnlich den heutigen Landkreisen. Zugleich war das Landgericht älterer Ordnung auch Justizorgan der niederen Gerichtsbarkeit und damit die Eingangsinstanz der ordentlichen Gerichtsbarkeit, vergleichbar mit dem heutigen Amtsgericht. Es nahm aber auch Aufgaben der höheren Gerichtsbarkeit wahr (wie heutige Landgerichte) und verrichtete notarielle Tätigkeiten.
1862 kam es im Königreich Bayern zu einer Trennung von Justiz und Verwaltung, und die Aufgaben der Landgerichte wurden geteilt in Bezirksamt (Verwaltung) und Amtsgericht (Justiz). Im gleichen Jahr wurden durch den Zusammenschluss der Landgerichte älterer Ordnung Reichenhall und Berchtesgaden das Bezirksamt Berchtesgaden sowie unter Beibehalt der Einzugsgebiete der vormaligen Landgerichte die Amtsgerichte Reichenhall und Berchtesgaden gebildet, wovon das Reichenhaller Gericht jedoch bis zum Inkrafttreten des Gerichtsverfassungsgesetzes am 1. Oktober 1879 die Bezeichnung „Landgericht“ weiterführte. Der unveränderte Gerichtssprengel des Amtsgerichts Reichenhall umfasste somit auch noch 1879 die Gemeinden Aufham, Bayerisch Gmain, Högl, Jettenberg, Karlstein, Marzoll, Piding, (Bad) Reichenhall, Ristfeucht, Stoißberg, Weißbach und Sankt Zeno.